# Phrontis luteostoma
Phrontis luteostoma is een slakkensoort uit de familie van de Nassariidae. De wetenschappelijke naam van de soort werd in 1829 voor het eerst geldig gepubliceerd door Broderip & G.B. Sowerby I.